# Eresus moravicus
Eresus moravicus ist eine Webspinne aus der Familie der Röhrenspinnen (Eresidae). Sie gehört zu den drei mitteleuropäischen Arten, die früher unter den wissenschaftlichen Namen Eresus niger oder Eresus cinnaberinus zusammengefasst worden sind. Seit 2008 wird Eresus moravicus als eigene Art betrachtet. Die anderen beiden Arten, die früher zu dem Artenkomplex mit der deutschsprachigen Bezeichnung Zinnoberrote Röhrenspinne gehörten, sind Eresus kollari und Eresus sandaliatus.

## Beschreibung

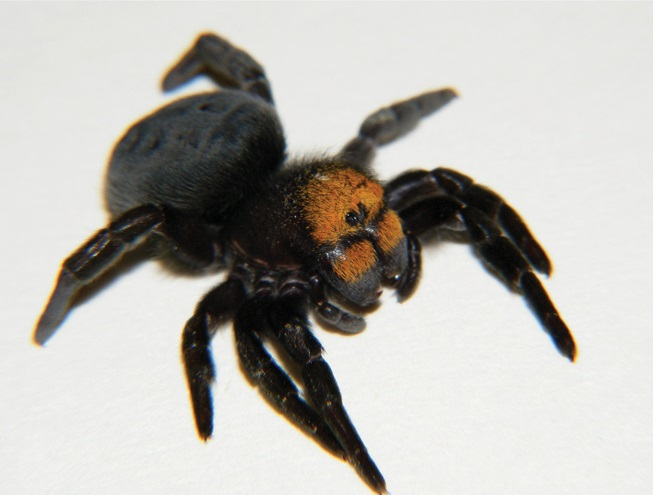
Weibchen von Eresus moravicus

### Weibchen
Die Weibchen erreichen eine Körperlänge von 5,9 bis 9,9 Millimetern, ihre Spannweite beträgt bis zu 20 Millimeter. Eresus moravicus ist damit die größte der mitteleuropäischen Eresus-Arten. Die Weibchen sind fast doppelt so groß wie die Männchen und wirken wegen der relativ kurzen Beine gedrungen und kräftig. Sie sind im Gegensatz zu den Männchen fast zur Gänze schwarz gefärbt. Nur im vorderen Bereich des Prosomas besitzen sie eine orange Behaarung. Auch die Basisglieder der Cheliceren sind orange gefärbt. Durch Färbung und Form des Prosomas unterscheiden sich die Weibchen von Eresus moravicus von den anderen nahe verwandten Arten.

### Männchen
Die Körperlänge der Männchen beträgt 3,5 bis 5,6 Millimeter. Der Vorderleib (Prosoma) ist größtenteils schwarz behaart. Der hintere Rand des Prosomas ist rot gesäumt. Die Männchen sehen denen anderer Eresus-Arten sehr ähnlich. So besitzen auch sie ein oberseits rotes Abdomen mit vier schwarzen Punkten. Diese Punkte sowie die rote Oberseite sind von einer schmalen weißen Umrandung begrenzt. Dieses Merkmal zeigen auch die Männchen von Eresus kollari, nicht aber jene von  Eresus sandaliatus, die auf dem Hinterleib noch zwei weitere, aber kleinere schwarze Punkte aufweisen. Bei den Männchen von Eresus moravicus ist nur das erste Beinpaar schwarz gefärbt und trägt auffällige, weiße Ringe. Die anderen Beinpaare sind fast ganz rot. Dies kann ebenfalls zur Artunterscheidung herangezogen werden.

### Ähnliche Arten
Die Ähnlichkeiten von Eresus moravicus und der Roten Röhrenspinne (Eresus kollari) sowie Eresus sandaliatus haben in der Vergangenheit dazu geführt, dass die drei Arten unter dem gleichen Namen Eresus cinnaberius geführt wurden. Erst 2008 wurden diese mitteleuropäischen Arten der Gattung Eresus nach genauen morphologischen Untersuchungen neu aufgeteilt. Die molekularbiologischen Forschungsergebnisse deuten darauf hin, dass es in Mitteleuropa noch eine vierte Art dieses Artenkomplexes gibt, es könnte sich dabei aber auch um eine Hybridform zwischen Eresus kollari und Eresus sandaliatus handeln.

## Vorkommen
Ähnlich wie andere Arten der Gattung kommt auch diese Art an steinigen und felsigen, wenig bewachsenen Hängen vor. Bisher wurde die Art im südlichen Österreich, in Tschechien, der Slowakei, Ungarn, Serbien, Bulgarien, Albanien, Griechenland und der Ukraine gesichtet. Ihr Verbreitungsgebiet konnte aber noch nicht ausreichend dokumentiert werden und ist wahrscheinlich größer.

## Lebensweise
Eresus moravicus gräbt bis zu zehn Zentimeter tiefe Wohnröhren im Boden, die mit Spinnenseide ausgekleidet werden. Die Bodentemperatur in rund zehn Zentimetern Tiefe im Verbreitungsgebiet ist ein entscheidender Faktor für das Überleben der Spinne. Die Röhre hat einen Durchmesser von rund einem Zentimeter. Am Eingang befindet sich eine feste Gespinstdecke. In diesen Röhren leben oft Aggregationen in Form von Familienkolonien, bestehend aus der Mutter und Jungtieren.
Es werden bis zu 80 Eier in einen Kokon gelegt, das sind wenige im Vergleich zu der verwandten Art Eresus walckenaeri, die bis zu 800 Eier legt, jedoch ein anderes Verbreitungsverhalten hat. Die Jungtiere von Eresus moravicus nutzen anfangs den Schutz der Wohnröhre der Mutter und verbreiten sich dann in der näheren Umgebung.
Diese langsame Art der Ausbreitung hat zu mosaikartigen Verbreitungsmustern geführt, in denen Lücken teilweise durch andere, morphologisch sehr ähnliche Eresus-Arten besetzt sind.